# EZMG
EZMG (sprich E-Z-M-G) ist eine sowjetische Stellwerksbauart, die seit 1976 in der DDR von der Deutschen Reichsbahn aus der Sowjetunion importiert wurde. Die russische Abkürzung steht für „Elektritscheskaja zentralisazija malych stanzij Germanii“ (Transkription; russisch Электрическая централизация малых станций Германии, übersetzt „Elektrische Zentralisierung kleiner Bahnhöfe Deutschlands“). Insgesamt gingen bis 1992 79 EZMG-Stellwerke in Betrieb, darunter 1991 in Minsleben ein Stellwerk der etwas weiterentwickelten Bauform EZ 83 DR (auch EZMG-G genannt), die für Hauptbahnen vorgesehen war.
Ende 2011 waren noch 14 von ihnen in Betrieb, am 5. Oktober 2021 fünf: Großschönau, Hetzdorf (Flöhatal), Niedercunnersdorf, Pretzsch (Elbe), und Veilsdorf. Alle anderen wurden entweder durch andere Stellwerke ersetzt, die Bahnhöfe aufgelassen oder die Strecken stillgelegt. Als vorläufig letztes wurde das Stellwerk in Nebra (Unstrut) am 4. Oktober 2021 aufgegeben und Zugleitbetrieb eingeführt.

## Signale

### Erscheinungsbild
Typisch für EZMG-Signale sind die ovalen Signalschirme mit den langgezogenen Schuten gegen die Sonneneinstrahlung. Das Rangierfahrtsignal Ra 12 mit zwei nach rechts steigenden weißen Lichtern ist eine deutsche Besonderheit, die es so im OSShD-Lichtsignalsystem sonst nicht gibt. Die meisten anderen Bahnverwaltungen nutzen dafür ein weißes Licht, das mit dem deutschen Kennlicht verwechselt werden könnte. Um das Signalbild Ra 12 anzeigen zu können, wurden die Ausfahrsignale mit einem Ausleger zwischen den beiden Signalschirmen ausgerüstet, der die zweite Weißlaterne trägt.
Ebenso ist es möglich, deutsche Lichtsignale der Bauart WSSB, auch als Zwergsignal, einzusetzen. Die Anpassung der Betriebsspannungen erfolgt in einem Trafokasten am Mast. Ersatzrot ist in der Stellwerkslogik nicht vorgesehen, so dass die entsprechenden Signallaternen in den WSSB-Signalschirmen unten rechts nicht eingebaut werden. Lichtstreifen sind nicht anzuschalten, deshalb sind nur die Geschwindigkeitsstufen 40 km/h und Streckengeschwindigkeit signalisierbar.
Ersatzsignale an den Ausfahrsignalen waren in der Ursprungsbauform nicht vorgesehen. Die entsprechende Schaltungsänderung wurde von der Deutschen Reichsbahn ausgeführt.

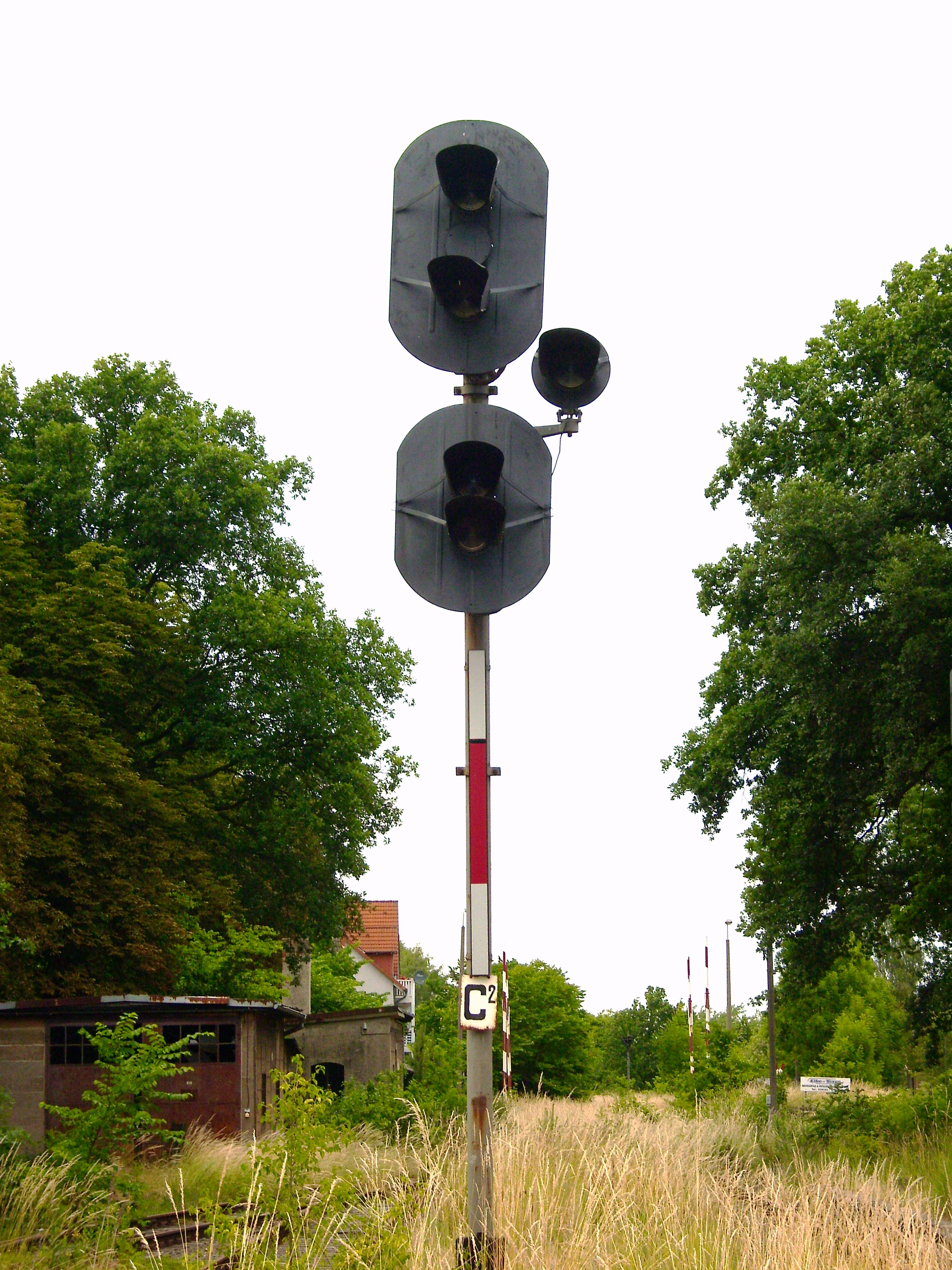
EZMG-Signal in Klötze mit Ausleger für das Rangierfahrtsignal, Frontansicht
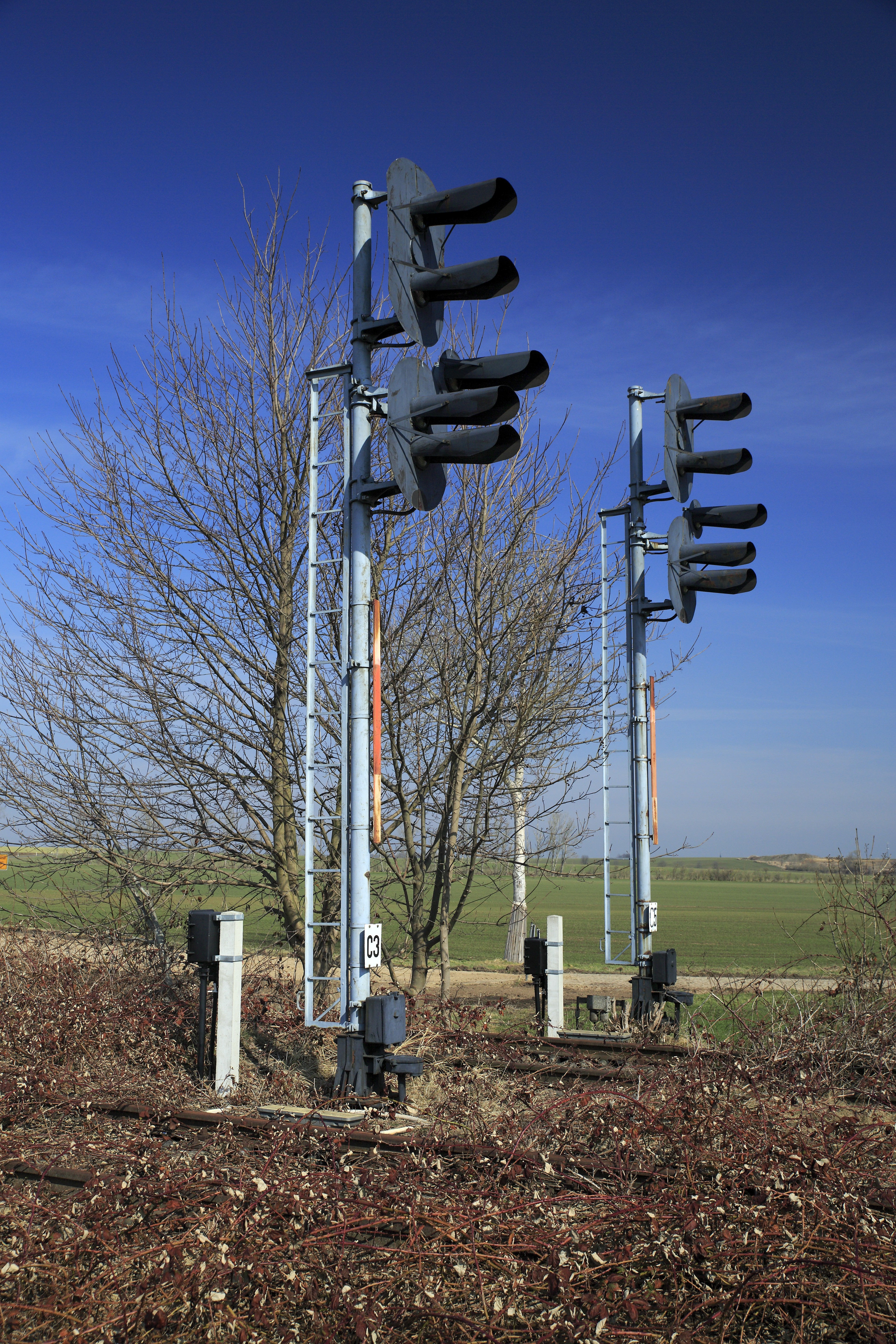
Seitenansicht mit Schuten, hinter den Signalmasten stehen die nachträglich aufgestellten Relaiskästen für die Gleismagnetsteuerrelais
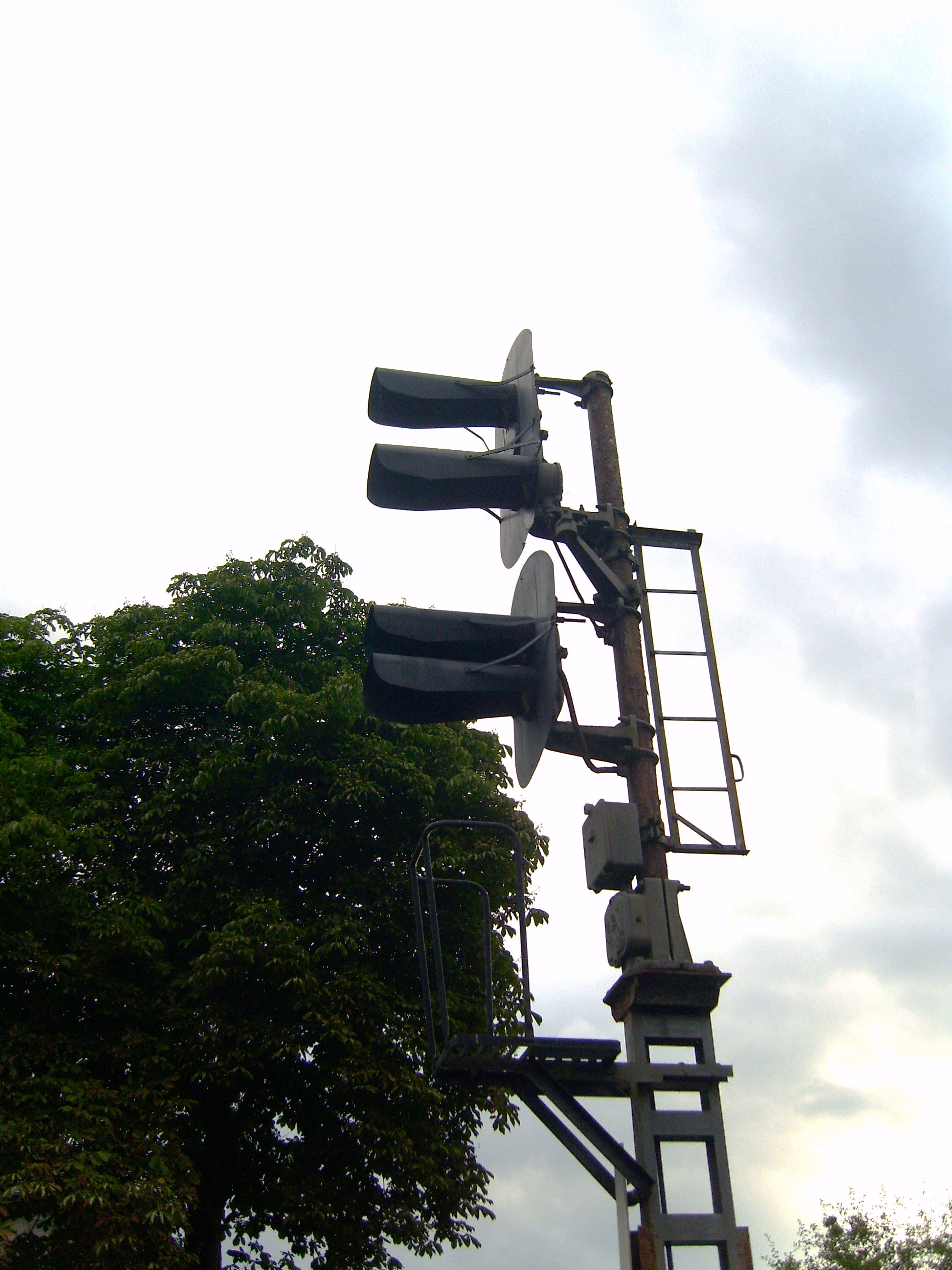
Seitenansicht mit deutschem Schmal- und aufgesetztem Rohrmast
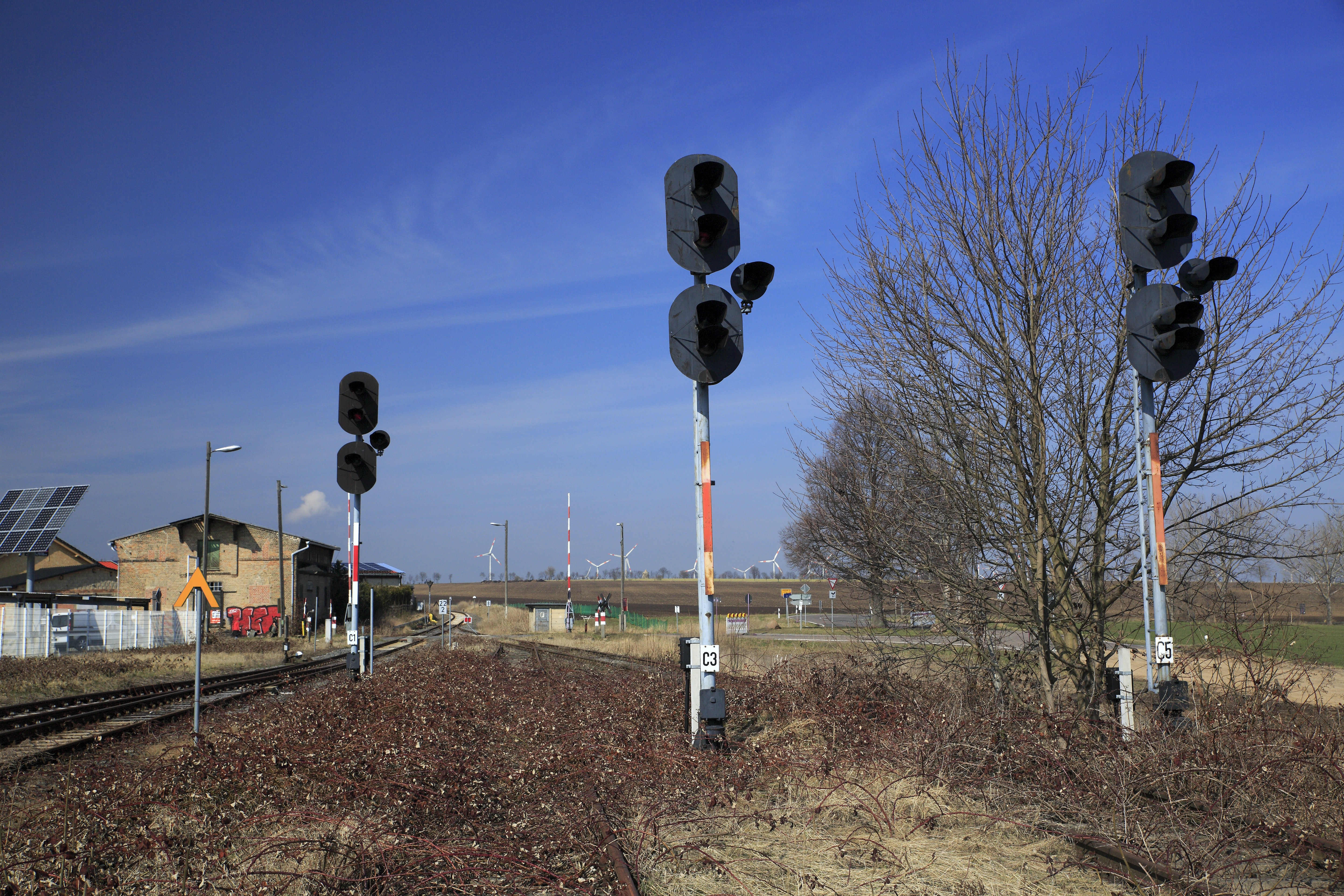
EZMG-Signale im Bahnhof Langeneichstädt.
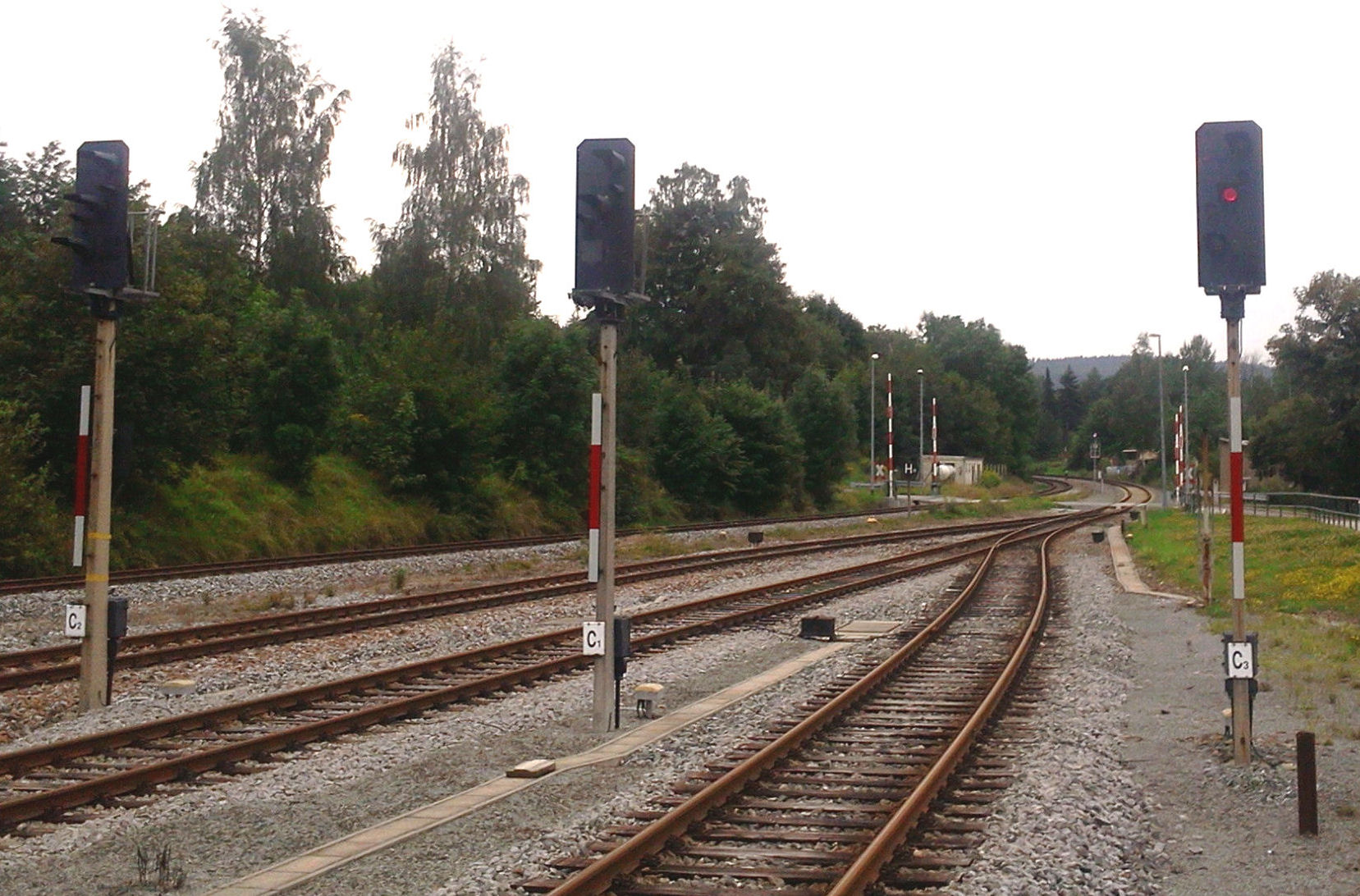
EZMG-Stellwerk mit (angepassten) Signalen der Bauart WSSB in Thalheim (Erzgeb.)

### Signalbegriffe
Die Haupt- und Vorsignale von EZMG-Stellwerken zeigen Begriffe des Hl-Signalsystems. Bei den originalen Signalschirmen des Herstellers sind die Laternen in einer Reihe übereinander angeordnet. Bei einem vollausgerüsteten Hauptsignal hat der obere Signalschirm ein gemeinsames Gussgehäuse für drei, der untere für zwei Lichtpunkte. Nicht benötigte Lichtpunkte werden blindgeschlossen, nicht benötigte Teilsignalschirme können weggelassen werden. Lichtstreifen für die Signalisierung von 60 oder 100 km/h sind nicht vorgesehen, damit gibt es auch kein grünes Blinklicht. Freistehende Rangiersignale (Ra 11a und Ra 12) sind sowohl in hoher Form als auch als Zwergsignal einsetzbar. Die Signaltransformatoren befanden sich im Graugussfuß des Signalmastes. Werden Signale deutscher Bauart verwendet, werden sie in einem besonderen Trafokasten, bei hoher Bauart am Mast, bei Zwergsignalen an einem besonderen Betonpfahl in der Nähe des Signals, untergebracht. Zwerghauptsignale sind ebenfalls möglich. Eine Ersatzrotlaterne gibt es nicht, bei deutschen Hauptsignalschirmen mit regelzeichnungsgerechter Belegung ist die Position rechts unten immer blindgeschlossen. 

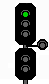
Hl 1 – Fahrt mit Höchstgeschwindigkeit
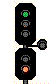
Hl 3a – Fahrt mit 40 km/h, dann mit Höchstgeschwindigkeit
Hl 7 – Höchstgeschwindigkeit auf 40 km/h ermäßigen
Hl 9a – Fahrt mit 40 km/h, Fahrt mit 40 km/h erwarten
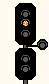
Hl 10 – Halt erwarten
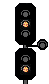
Hl 12a – Fahrt mit 40 km/h, Halt erwarten
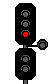
Hl 13 (Hp0) – Halt
Hl 13 (Hp0) + Zs1 – Ersatzsignal
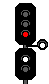
Hl 13 (Hp0) + Ra12 – Rangierfahrtsignal

Die Anwendung der punktförmigen Zugbeeinflussung der deutschen Dreifrequenz-Resonanzbauart war ursprünglich nicht vorgesehen. Deshalb mussten auch die Relaiskästen für die Gleismagnetsteuerrelais an zusätzlichen Betonpfosten hinter dem jeweiligen Signalstandort angebracht werden.

## Stellwerk

### Stelltisch

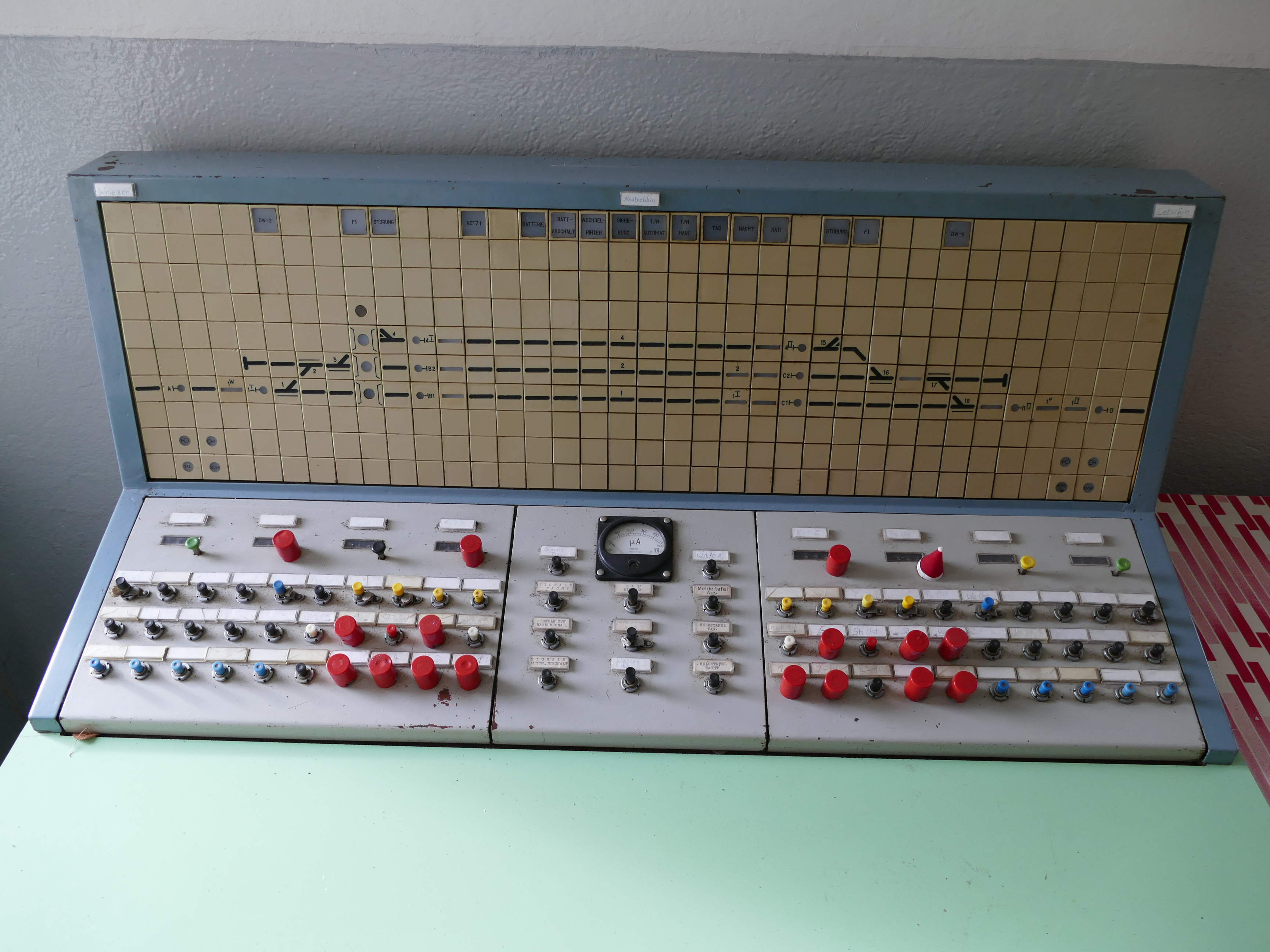
EZMG-Stelltisch aus Neutrebbin, nun im Stellwerk-Museum Letschin

Auf dem Stelltisch sind, anders als bei anderen Relaisstellwerken vergleichbarer Größe, Bedien- und Meldeanlage voneinander getrennt. Auf der Meldetafel wird in der Regel nicht die Lage der einzelnen Weichen, sondern nur der eingestellte Fahrweg pro Bahnhofskopf ausgeleuchtet. Entsprechend gibt es auch keine Einzelumstellung von Weichen als Regelbedienung. Auf jedem der beiden Bahnhofsköpfe ist ständig ein Fahrweg eingestellt, jedoch nicht festgelegt. Durch die Einstellung eines anderen Fahrweges ergibt sich trotzdem die Möglichkeit, Weichen einzeln und auch probeweise umzustellen. Lediglich in Sonderfällen gibt es am unteren Rand der Meldetafel eine Stellungsanzeige einzelner Weichen und die Möglichkeit, diese separat umzustellen.

### Relaisanlage
Die Relaisanlage basiert auf N-Relais (Non-Controlled), die aber wie bei C-Relais (Controlled) eine Überwachung aufgesetzt bekommen haben.
Die Stromlaufpläne wurden vom Hersteller übernommen. Sie verwenden die aus der Starkstromtechnik bekannten Symbole, die Darstellung weicht dadurch von der im deutschsprachigen Raum üblichen Pfeilschen Kurzschaltung völlig ab. Die Relaisbezeichnungen blieben russisch mit kyrillischen Buchstaben.

### Besonderheiten
Die EZMG-Stellwerke sind für kleinere Bahnhöfe auf Nebenbahnen zugelassen. Technisch bedingt gibt es einige Einschränkungen in der Bahnhofsgestaltung. Die Bahnhöfe müssen an eingleisigen Strecken liegen und können bis zu fünf Bahnhofsgleise mit dementsprechend maximal 4 Weichen je Bahnhofskopf aufweisen. 
Diese Einschränkungen können durch Anpassungen bis zu einem gewissen Grad umgangen werden:
- Zusätzliche Nebengleise können durch schlüsselabhängige Handweichen angebunden werden.
- Statt einer Weiche können auch zwei Weichen oder eine Weiche und eine Gleissperre gekuppelt werden, die für die Logik und damit auch für den Bediener wie ein Element behandelt werden, aber nacheinander umlaufen.
- Statt eines durchgehenden Gleises ist auch ein Stumpfgleis möglich oder sogar zwei Stumpfgleise, wenn diese an den beiden entgegengesetzten Bahnhofsköpfen angebunden werden.

Auf diese Weise sind bis zu 9 Gleise (durchgehendes Streckengleis, 4 Stumpfgleise an einem Bahnhofskopf und 4 weitere am anderen Bahnhofskopf) und bis zu 16 Weichen möglich.
Umfangreiche Änderungen erlauben es auch
- einen Parallelrangierweg pro Bahnhofskopf parallel zum Streckengleis einzurichten oder
- eine weitere abgehende eingleisige Strecke

in das Stellwerk einzubinden. Es entstehen dann Sonderlösungen.

### Weichenverschlüsse und -antriebe

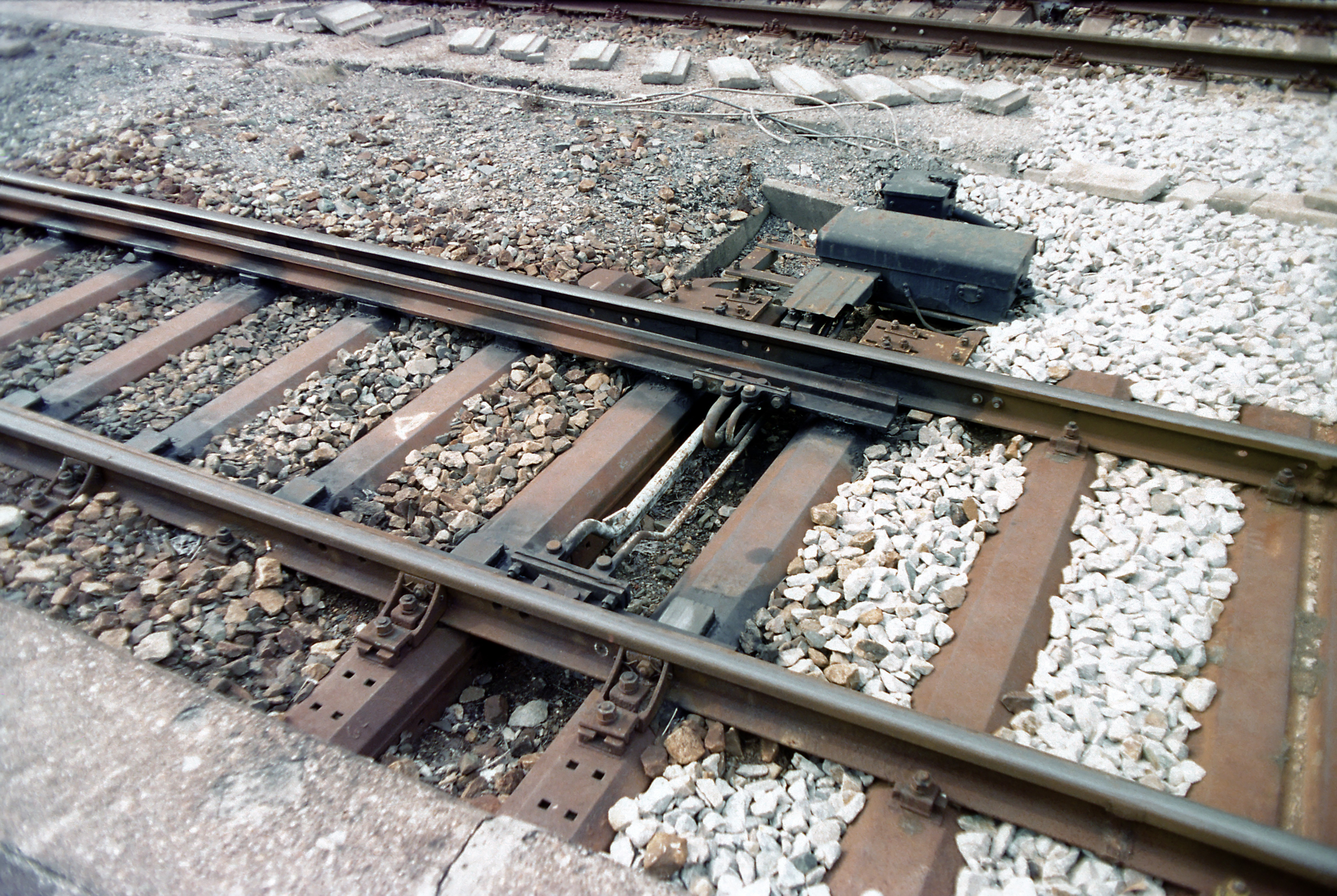
Weichenantrieb mit Innenverschluss. Die dicken Stangen bewegen die Zungen, die dünneren sind die Prüferstangen

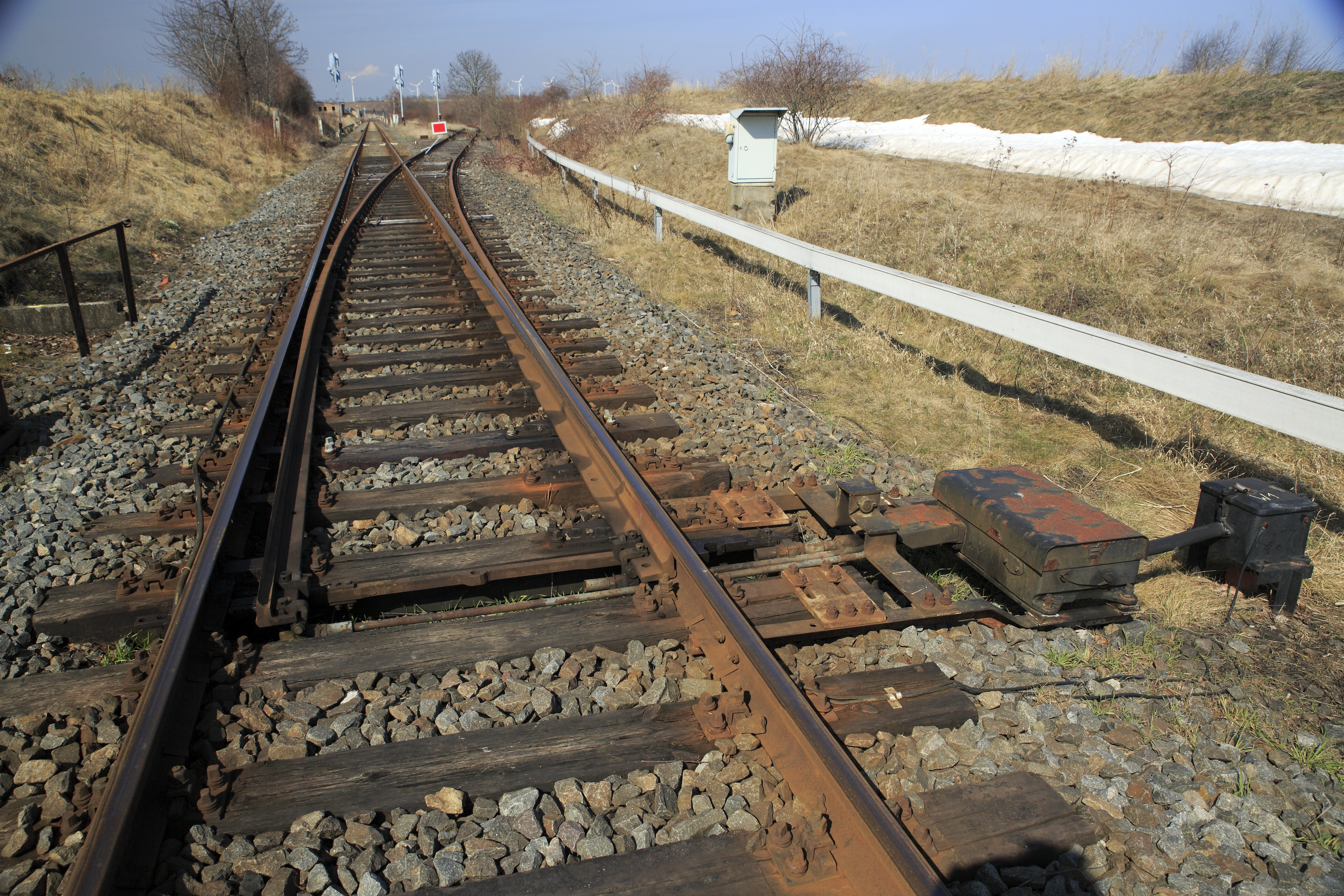
Weichenantrieb mit Klammerspitzenverschluss, nur einer Stellstange und Hubübersetzer.

Die Weichenantriebe werden mit zwei Adern in die Stellwerkslogik eingebunden. Dementsprechend sind die Weichenantriebe nicht mit den in Deutschland gebräuchlichen Vierdraht-Weichenschaltungen kompatibel. So können diese Antriebe nicht an deutschen Stellwerksbauformen und auch keine deutschen Antriebe an EZMG-Stellwerken eingesetzt werden. Die Stellspannung beträgt 160 V =, die Überwachungsspannung 24 V ~. Die Weichenantriebe besitzen zum Teil Auffahrkupplungen. Deren Festhaltekraft ist jedoch so groß, dass es beim Auffahren der Weiche zu einem Verbiegen der Weichenzungen kommt. Dementsprechend sind die Antriebe als »nicht auffahrbar« deklariert. Anfangs wurden die Weichen  ausschließlich mit dem Innenverschluss der Weichenantriebe gesichert. Dafür werden besondere Anschlussplatten mit den Bohrungen in den Weichenzungen verschraubt. Jede Zunge wird durch eine eigene Stellstange bewegt und deren Lage durch eine Prüferstange kontrolliert. Muss eine derartige Weiche im Störungsfall abgebunden werden, dann müssen beide Zungen einzeln gesichert werden. Außerdem bewirkt jede Spurerweiterung sofort Zungenklaffen. Mehrere Gründe sprachen dafür, die in Deutschland bekannten (Klammer-)Spitzenverschlüsse einzusetzen. In diesem Fall setzt man Antriebe mit nur einer Stellstange ein, die ursprünglich für Gleissperren verwendet wurden. Wegen des Unterschiedes beim Stellweg, der Antrieb bietet nur 160 mm, währenddessen die Verschlussmechanik des Klammenspitzenverschlüsse ca. 220 mm benötigt, wird ein Hubübersetzer eingebaut, der nur die Bewegung der Stellstange verlängert. Die Prüferstangen werden dabei nicht übersetzt, da sich der eigentliche Stellweg der Weichenzungen nicht ändert.

## Streckenblock
Der Streckenblock der Bauform RPB-T wurde ebenfalls aus der Sowjetunion importiert. Dieser überträgt mit nur zwei Adern wesentlich mehr Informationen als die in Deutschland gebräuchlichen Streckenblockbauformen mit deutlich mehr Kabeladern.
Der Erlaubniswechsel erfolgt durch das Holen der Erlaubnis von der Nachbarzugmeldestelle.
Der Betriebszustand des Streckenblocks wird im Meldeteil des Bedien- und Meldepultes angezeigt. Dazu befinden sich zwei voneinander weg weisende Pfeile und in deren Mitte ein Meldefeld mit der Aufschrift „Strecke frei“.
Wird eine Ausfahrt eingestellt, so wird das Feld „Strecke frei“ dunkel und der Pfeil in Richtung der Nachbarzugmeldestelle wechselt seine Ausleuchtung von weiß auf rot. An der Gegenstelle des Streckenblocks wechselt in dem Moment ebenfalls der auf diese Betriebsstelle weisende Pfeil von weiß nach rot. Erst nachdem der Zug die Startbetriebsstelle verlassen hat, erlischt im Ziel der Melder „Strecke frei“. Der Zug ist damit vollständig vorgeblockt, womit die Zielbetriebsstelle darüber informiert ist, dass der Zug die Gegenstelle verlassen hat.
Der Rückblock wird durch eine automatische Zugschlussmeldung ausgelöst. Dazu wurde am Zugschluss ein elektromagnetischer Wageninduktor in den Zughaken eingehängt, der von einem Gleiskontrollpunkt erkannt wurde. Die eigentliche Induktorscheibe des Wageninduktors befand sich etwa 40 cm über der Schienenoberkante. Dies setzte voraus, dass immer genügend Wageninduktoren an den Streckenendpunkten vorhanden waren. Bei Triebwagen wurden sie bei Nichtgebrauch im Fahrzeug mitgeführt, für Güterzüge waren sie in den Bahnhöfen an der Strecke gelagert. Kommt es nicht zur Auslösung des Gleiskontrollpunktes, so leuchtet im Meldepult der Melder »Zugschluß prüfen« auf. In diesem Fall ist nach erfolgter Zugschlussprüfung manuell zurückzublocken. Eingesetzt wurde diese Streckenblockbauform unter anderem auf der Bahnstrecke Gotha–Leinefelde. 
Später ging man von dieser Technik ab und passte den Streckenblock entsprechend an. Die Wageninduktoren und die Gleiskontrollpunkte konnten damit entfallen. Die Blockbauform wurde dann als RBP-To (o für ohne) bezeichnet. Der Melder »Zugschluß prüfen« leuchtet nun immer bei Einfahrt eines Zuges auf. Der Rückblock ist dementsprechend manuell abzugeben. Bedingt durch das Fehlen von Endstellwerken in Bahnhöfen mit EZMG-Stellwerken konnte nicht in beiden Bahnhofsköpfen eine Zugschlusskontrolle durch Hinsehen ausgeführt werden. Um hier keine zusätzlichen Personalaufwand zu erzeugen, wurden Achszahlmeldeanlagen (AMA) oder Fernbeobachtungsanlagen eingesetzt. Die Fahrdienstvorschriften der DR ließen es sogar zu, bei Reisezügen unter gewissen Voraussetzungen auf die Zugschlussprüfung zu verzichten. Die halbautomatische Blockbauform RPB-To kam zum Beispiel zwischen Erdmannsdorf-Augustusburg und Annaberg-Buchholz unt Bf zum Einsatz. Auf dieser Strecke, die vorher keinen Streckenblock aufwies, wurden vorhandene Kabel insbesondere von Wegübergangssicherungsanlagen mitbenutzt.
Es wurde bei EMZG-Stellwerken auch von der Möglichkeit Gebrauch gemacht, deutsche Streckenblockbauformen wie den Felderblock Form C und den einfeldrigen Relaisblock anzupassen.

## Projektierung

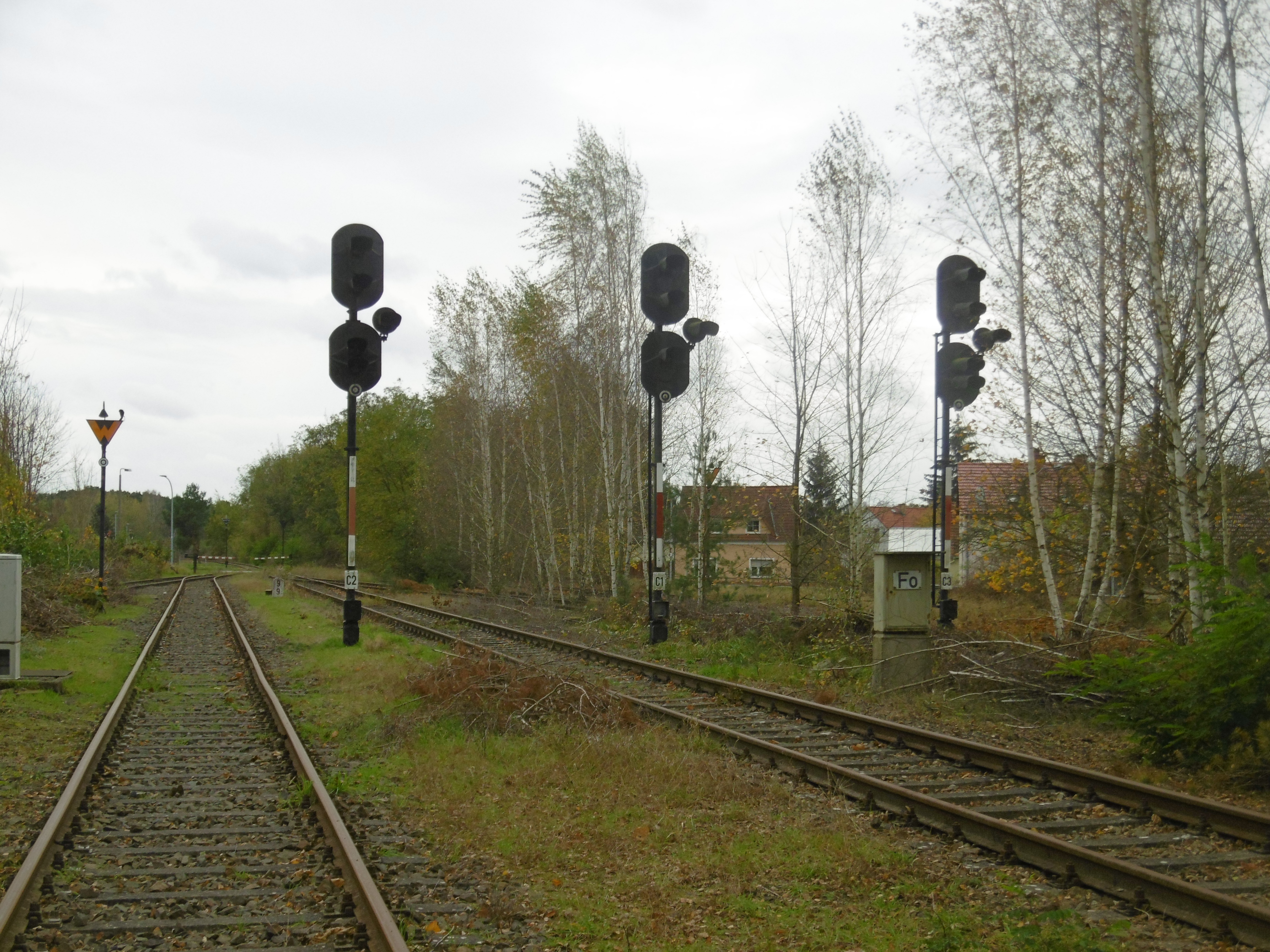
EZMG-Signale im Bahnhof Sperenberg.

Ursprünglich wurde das Stellwerk für jeden Bahnhof individuell in der Sowjetunion geplant und gefertigt. Diese individuelle Projektierung erwies sich als zeitaufwändig und führte dazu, dass weniger Stellwerke geliefert werden konnten als die Reichsbahn gerne bezogen hätte. Später ging man deshalb dazu über, nur noch zwei immer gleiche Musterbahnhöfe zu bestellen, und zwar Sperenberg als Maximalvariante und Großschönau für kleinere Bahnhöfe. Die notwendigen Anpassungen an die tatsächlichen Verhältnisse wurde ab diesem Zeitpunkt von der Reichsbahn selbst vorgenommen und eventuelle überzählige Bauteile als Ersatzteile eingelagert.

## Medien
- Hans-Jürgen Arnold et al.: Eisenbahnsicherungstechnik. 3., bearbeitete Auflage. Transpress, Berlin 1980.
- Signale der deutschen Eisenbahnen. Mit allen Neuerungen des aktuellen DB-Signalbuches. GeraMond Verlag, München 2007, ISBN 978-3-7654-7068-4.
- Carsten Weber, Ulrich Maschek: Das EZMG-Stellwerk, 2006, Lehrstuhl für Verkehrssicherungstechnik an der TU Dresden, DVD
- Erich Preuß: EZMG-Stellwerke. In: Oliver Strüber [vorm. Erich Preuß] (Hrsg.): Das große Archiv der deutschen Bahnhöfe (= 8. Ergänzungsausgabe). GeraNova Zeitschriftenverlag, München 1997, ISSN 0949-2127 (2 Bl., 4 S.).